# Histoire des Juifs à Warta
Les Juifs sont présents à Warta depuis le XVIe siècle et ont représenté plus de 50 % de la population de la ville à partir de la seconde moitié du XIXe siècle et jusqu'à la Seconde Guerre mondiale. La communauté forte à l'époque d'environ 2 000 personnes a été entièrement anéantie pendant la Shoah. Seuls quelques dizaines de Juifs ont survécu, mais aucun n'est resté à Warta. Il n'y a actuellement plus aucun Juif habitant Warta. 
Warta est une ville de Pologne, située au centre du pays, dans la voïvodie de Łódź au bord de la rivière Warta. Elle compte actuellement un peu plus de 3 200 habitants. Pendant la Seconde Guerre mondiale, elle a été annexée au Reich allemand dans le cadre du projet Wartheland pour en faire un territoire de peuplement allemand où Polonais et Juifs en auraient été chassés ou éliminés. 

## Histoire de la communauté juive

### Les débuts de la communauté juive
La petite ville de Warta, près de Sieradz, l'une des plus anciennes de la voïvodie de Łódź, reçoit les droits de cité dès 1255. À la suite du grand incendie de la ville en 1507, le roi Sigismond Ier décrète un nouvel acte de fondation de la ville et libère les habitants de nombreuses taxes et obligations. La ville peut ainsi se reconstruire rapidement. 
C'est à cette époque, dans la première moitié du XVIe siècle, que des Juifs venus de Bohême et de Moravie s'installent à Warta, fuyant les persécutions. Les nouveaux venus, distingués par leurs vêtements, leur langue, leur religion et leurs coutumes, sont bien accueillis par les citadins. Initialement, ils dépendent de la communauté juive de Gniezno, mais rapidement créent leur propre communauté. En 1534, ils construisent une synagogue en bois près de la place du marché, et en brique en 1554 (selon d'autres historiens, vers le XIXe siècle). Ils établissent un cimetière sur le côté nord de la synagogue. En 1564, ils possèdent 6 maisons, puis 17 en 1616.
Jusqu'au XVIIe siècle, les relations entre juifs et chrétiens sont harmonieuses, caractérisées par la concorde et la tolérance. Les membres de la communauté juive peuvent contracter des prêts auprès de paroissiens locaux. L'afflux de nouveaux arrivants a également amené la ville à se développer plus rapidement dans plusieurs directions.
Au cours des dernières années du siècle, des conflits éclatent, principalement pour des raisons économiques. Les habitants chrétiens de la ville regardent avec envie l'enrichissement rapide des Juifs et l'achat aux Polonais de maisons incendiées et de terrains non aménagés. Des plaintes sont aussi déposées à la mairie contre les juifs orthodoxes, qui ont acquis des emplacements sur la place du marché, "sans aucune convention conclue avec la ville, et qui gèrent leur commerce selon leur bon vouloir". En 1652, la guilde des cordonniers obtient le droit exclusif d'acheter des peaux alors qu'avant, seuls les juifs avaient un tel privilège. Au XVIIe siècle, les autorités cléricales mènent également un combat actif contre les infidèles. L'intolérance religieuse s'installe dans les relations avec les juifs.
En 1655, les Suédois s'emparent de Warta qu'ils saccagent. Pour leur fidélité au roi Jean Casimir, ils assassinent ses habitants, et tout particulièrement les juifs, qui cherchent à se réfugier chez des Chrétiens ou fuient à la campagne. La période de la guerre avec les Suédois voit aussi les troupes de Stefan Czarniecki, général et vice-commandant des forces royales polonaises, qui tout en combattant les troupes suédoises, se livrer à des massacres de Juifs.   
Ceux qui survivent au pogrom de Czarniecki quittent alors la ville, mais décident après un certain temps, d'y revenir et de fonder en 1660 une nouvelle communauté. Mais les autorités de la ville imposent de nouvelles taxes aux Juifs, qui rajoutées aux impôts au profit du trésor royal et du monastère des Bernardins, réduisent considérablement leurs revenus. En 1671, les Juifs défendent leurs droits auprès du roi Michał Korybut Wiśniowiecki qui leur accorde de nombreux privilèges, par exemple il abolit les restrictions commerciales et artisanales, rétablit leur droit d'abattre des animaux et de vendre de la viande, autorise les fourreurs juifs à produire des fourrures et des chapeaux.  et abaisse les impôts perçus par l'État, l'église et la ville. Tout cela ne fait pas l'affaire de leurs voisins chrétiens qui essaient toujours de contrecarrer la concurrence des Juifs. Au XVIIIe siècle, ils réussissent à imposer une restriction sur le commerce de la bière et de la vodka pour les Juifs.

### La communauté auxXVIIIeetXIXesiècles
Du milieu du XVIIIe siècle au milieu du XIXe siècle, la ville recommence à voir son économie décliner, en raison principalement des nombreux incendies dangereux et très fréquents qui s'y déclarent. Par exemple, le 5 mai 1757, le troisième grand incendie de l'année conduit à la ruine de la ville, qui à partir de là commence à décliner économiquement. Lors de cet incendie sept maisons juives sont détruites et une vieille femme et un enfant de sept ans sont tués. En 1789, 39 maisons de Warta, majoritairement en bois, appartiennent à des Juifs. 
Au XVIIIe siècle, Warta possède une école primaire dirigée par les. Bernardins. Cependant, les études entièrement gratuites, sont menées selon un esprit de tolérance et selon les recommandations de la Commission nationale de l’éducation. De ce fait, l'école est également fréquentée par des enfants juifs.
Le déclin de la ville s'aggrave du fait de la dévaluation de la monnaie polonaise en 1761 et des trois partages de la Pologne entre la Prusse, l'Autriche et la Russie en 1772, 1793 et 1795, entrainant un exode massif des artisans. De plus, un terrible incendie en 1810 détruisant une grande partie des bâtiments de la place du marché, suivi en 1811 d'une catastrophique inondation, engendre une famine parmi la population locale. Le nombre de Juifs habitant la ville diminue temporairement.   

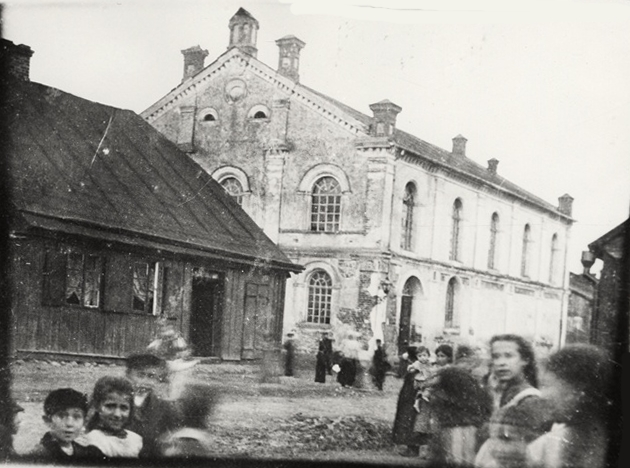
La synagogue de Warta photographiée au début du XX.

On sait peu de choses sur l'établissement de la communauté juive de Warta. Les documents historiques montrent qu'une communauté indépendante n'a certainement pas été établie au XVIe siècle. Dans la seconde moitié du XVIIIe siècle, Szymon, fils de Wolf, est le rabbin. Dès le début du XIXe siècle, l'influence du hassidisme se développe parmi la communauté juive. Les tsadikim, leurs maitres spirituels vont jouer un rôle important dans la communauté. Parmi les rabbins qui ont diriger la communauté juive de Warta au XIXe siècle, on peut mentionner Mosze Nechemia Hakohen (1790-1853), un juif hassidique fortement influencé par les tsadiks de Przysucha et de Lublin. Après lui, le poste de rabbin est repris par Jehuda Lejbusz Rothbein, ancien rabbin de Grójec et de Góra Kalwaria, puis par Józef Gerszon, fils du rabbin Mosze de Działoszyn et élève du rabbin Mendel de Kock. L'un des rabbins suivant est Meir Dan Płotzki (1866 ou 1867-1928), fils du rabbin Haïm Icchak Ber Plotzker de Kutno.
La croissance économique va reprendre, surtout après 1857, quand Warta est promu capital du powiat. Les habitants d'origine juive contribuent largement à cette reprise.
Selon les recensements des Landrats prussiens en 1800, la ville compte 950 habitants, dont 554 catholiques, 388 Juifs, 7 luthériens et 1 membre de dénomination réformée. En 1808, il y a 523 juifs et 1 400 chrétiens. En 1864, le nombre de Juifs atteint 2 177 et dépasse déjà le nombre de chrétiens, constituant 55,8% de la population totale. En 1881, il y a 2 509 Juifs pour 4 848 habitants, soit 52% de la population.
Les Juifs travaillent en particulier dans le commerce et l'artisanat. Il y a une boutique ou un atelier d'artisanat dans presque toutes les maisons. On dénombre des tailleurs, des fourreurs, des chapeliers, des cordonniers, des vitriers, des ferblantiers, des médecins, des dentistes, des coiffeurs, des boulangers, des bouchers, des horlogers et autres. Peu de Juifs travaillent dans l'agriculture, à l'exception du Juif Nojmann connu pour ses connaissances dans ce domaine et pour sa riche expérience qu'il partage volontiers avec les Polonais. Les Juifs font le commerce de grain et de bétail, louent des vergers et vendent des fruits. Ils possèdent une usine d'embouteillage, une brasserie, une fabrique de limonade et de vinaigre. Ils tiennent des magasins dans divers domaines: alimentation coloniale, papeterie, ferronnerie etc.. Les bouchers vendent leurs produits dans des boutiques spéciales, appelées jatki.  En 1826, les Juifs possèdent deux moulins à huile, deux tanneries de cuir, une sucrerie, une savonnerie et une fabrique de sodas, une d'allumettes et deux usines de tissus appartenant à Joachim Wolsztajn.
Mais beaucoup sont colporteurs avec leur étal sur le dos, vendant en faisant du porte à porte dans les villages, toutes sortes d'objet comme: des miroirs, des peignes, des épingles de sûreté, des aiguilles, des fils et d'autres bibelots. Il y a aussi des indigents qui font de petits travaux comme transporter de l'eau dans les maisons ou de la farine des moulins à vent aux boulangeries, et qui vivent principalement des aides offertes par la communauté.
En 1881, les Juifs créent avec des Polonais une brigade de pompiers volontaires, qu'ils rejoignent en grand nombre en tant que soutiens actifs et financiers. Au moment de la fondation de cette société, dont la bannière à partir de 1882 porte le slogan: "Pour la gloire de Dieu - pour le bien du peuple", les juifs constituent près de 40 % du nombre de volontaires.

### LeXXesièclejusqu'à laSeconde Guerre mondiale
Dans la période de l'entre-deux-guerres, Szniku est un négociant en céréales connu. Samson possède l'usine d'embouteillage pour la bière, la limonade, l'eau gazeuse et le vinaigre. Erzon tient un magasin de carburant et une quincaillerie, tandis que Majerowicz fait le commerce du bétail. Parmi les commerces appartenant aux Juifs, on peut citer: la boutique de tissus de Grünbaum, l'horlogerie de Landau et Dunkiel, la chapellerie de Rothschild et l'épicerie de Łęczycki. Une vingtaine de familles juives de Warta gagnent leur vie en louant des fermes, parmi elles, la famille Nojman. Certaines font également du commerce de gros de fruits et légumes, qu'elles livrent à Łódź.
En 1922, un musicien local, klezmer, violoniste talentueux, coiffeur de profession, Abram Proch, fonde avec ses frères, la fanfare des pompiers, dont il est le premier chef d'orchestre. Cet orchestre devient célèbre dans la région et va servir pour les mariages et les fêtes polonaises. Ensemble avec le chœur d'hommes "Lutnia", dirigé par Jan Cwendrych, ils organisent des spectacles gratuits pour les habitants des villages environnants, les soi-disant pique-niques. Ils ont donné des concerts à Małków, Mikołajewice, ainsi que dans les forêts de Cracovie et près de Pierzchnia Góra. Abram Proch, dans le but de faire aimer la musique au plus grand nombre, fonde également un petit groupe de mandolinistes dans lequel jouent de jeunes Polonais et de jeunes Juifs.      
La communauté juive de Warta possède un certain nombre d'associations caritatives : le Bikkour Holim (visite aux malades) ; le Gmiluth Chassidim (prêt d'aide sans intérêt) ; la Banque Ajzensztajn rue Dobrska ; le Bruria (Association de femmes pieuses); la Hevra Kaddisha (Société du dernier devoir) pour les funérailles et qui soutient la Fondation d'aide aux malades mentaux. 
Pendant les émeutes de 1905, deux Juifs de Warta, Ajzyk Dobrzyński et Wolf Grabiner, associés aux révolutionnaires, jouent un rôle important. Ils sont envoyés en Sibérie par les autorités russes pour avoir participé aux troubles.  

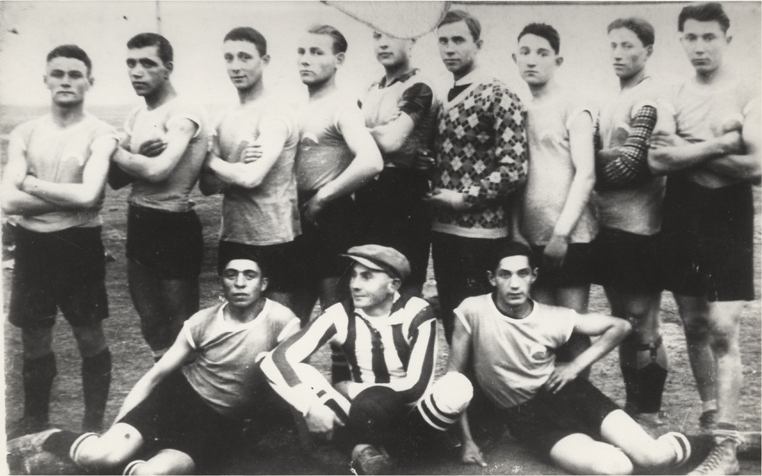
L'équipe de football Maccabi en 1931.

Les mouvements sionistes commencent à s'implanter à Warta vers 1905. Pendant la Première Guerre mondiale, les partis Zionim Klallim (Sionisme général et Poale Zion sont créés. Les religieux se regroupent au sein du parti Mizrahi (sionisme religieux). Le Bund socialiste organise des parades imposantes sur les terres de la famille Mazurkiewicz à Mikołajewice. La communauté gère deux bibliothèques, la bibliothèque Icchak Laib Perec et la bibliothèque polonaise Henryk Sienkiewicz rue Klasztorna, une cuisine publique et un jardin d'enfants, et à partir de 1918, un cercle dramatique. De nombreuses associations sont consacrées à la jeunesse : Zeire Hamizrachi (mouvement sioniste);  HeHalutz (Mouvement de pionniers sionistes); Hanoar Hatzioni [Organisation Pionnière Mondiale des Jeunes Sionistes) fondée dans l'entre-deux-guerres; Hashomer Hadati (La Garde religieuse); HeHalutz Hamizrachi (Sionistes religieux); HeHalutz HaMarski; Gordonia (Mouvement de jeunesse sioniste créée en 1925); l'organisation de filles Bnoth Yaacob; Les sportifs ont leurs associations: Asher pour le football et Maccabi pour la gymnastique, l'athlétisme et le football.   
Dans le domaine de l'éducation, il y a en 1864 six heders (écoles élémentaires juive). Après la fin de l'enseignement de base principalement orienté vers l'hébreu et la religion, les élèves sont envoyés dans des écoles supérieures, principalement polonaises où ils subissent souvent toutes sortes d'humiliations en tant que juifs.  
Dans l'entre-deux-guerres, se développe un antisémitisme parfois violent chez les Polonais. Les  artisans et commerçants juifs sont boycottés et des inscriptions comme «N'achetez pas à un juif», «Le juif est votre ennemi» sont badigeonnées sur les vitrines des  magasins juifs, quand ce ne sont pas des groupes de jeunes qui empêchent les clients d'entrer dans les magasins. 
Après la Première Guerre mondiale, le rabbin de Warta est Lejb Lajzer Łęczycki, remplacé par Eliasz Laskowski (1877-1942), qui périra tragiquement pendant la Seconde Guerre mondiale. En 1939, la communauté juive de Warta compte 2 000 membres (voire 2 300) sur un total de 4 400 habitants.

### LaSeconde Guerre mondialeet laShoah
La Seconde Guerre mondiale est déclenchée par l'Allemagne nazie le 1er septembre 1939. Située à seulement 60 km de la frontière allemande, les habitants de Warta fuient vers les villages alentour. Dès le 9 septembre, les Allemands sont maitres de la région de Łódź et dès le 23 septembre les Juifs ont l'obligation de porter une étoile de David cousue sur leur vêtement sur le devant et dans le dos. Après avoir été pillée, la synagogue du XVIe siècle est incendiée avec son mobilier. Le cimetière juif est saccagé.
À la demande des Allemands locaux, la région est intégrée dès le 1er novembre 1939 au Reich allemand sous le nom de Wartheland (Pays de la Warta). La région doit être germanisée et vidée de ses habitants polonais et juifs pour les remplacer par des Allemands de souche. Immédiatement les Juifs et dans une moindre mesure les Polonais sont persécutés. En novembre et décembre 1939, les Allemands tentent d'éliminer complètement la population juive de Warta. Dans le même temps, ils répandent des rumeurs sur leur réinstallation dans la région de Lublin. Après plusieurs jours d'attente la déportation est annulée et les Juifs reçoivent l'ordre de retourner chez eux.

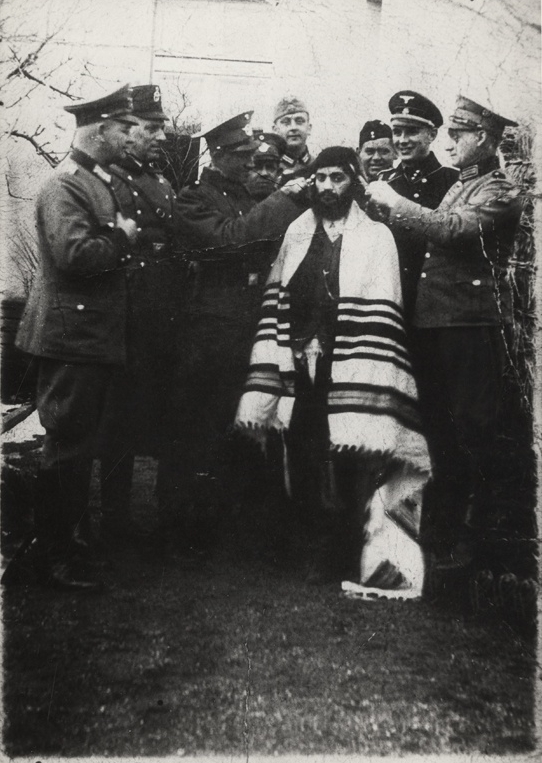
Le fils du rabbin Hersz Laskowski est rasé par les Allemands.

En février 1940, les 2 800 Juifs de Warta sont chassés de leur maison, forcés d'abandonner tous leurs biens et confinés dans le ghetto au nord-ouest de la ville, où ils logent dans des maisons insalubres, des hangars et des étables. Le ghetto est délimité par les rues suivantes : Stycznia, 1 Maja, Paszkowskiego, Sadowa, Grudnia, Kaliska, Piekarska et Lipca,.  Le ghetto n'est pas clôturé, seules des barrières en bois délimitent sa zone. Les juifs ont l'interdiction formelle sous peine de mort de quitter le ghetto sans l'accord des autorités. Toutes les personnes âgées de 16 à 60 ans sont contraints au travail forcé. Seuls les tailleurs, les cordonniers et les fourreurs peuvent continuer à pratiquer leur métier dans des hangars mis à leur disposition par les Allemands, à condition que ceux-ci aient un droit de préemption sur tous les produits fabriqués afin répondre aux besoins de l'armée allemande. Un petit groupe de jeunes Juifs sont employés par le maire de la ville dans des fermes préalablement confisquées aux Juifs. Dans le ghetto, la faim, la promiscuité, la maladie, les travaux exténuants entrainent une surmortalité importante. Plus d'une dizaine de personnes meurent chaque jour. Les Allemands effectuent des fouilles fréquentes et dégradantes, coupent la barbe et les peot des Juifs religieux, envoient régulièrement des groupes vers les camps d'extermination et procèdent à des exécutions publiques. 

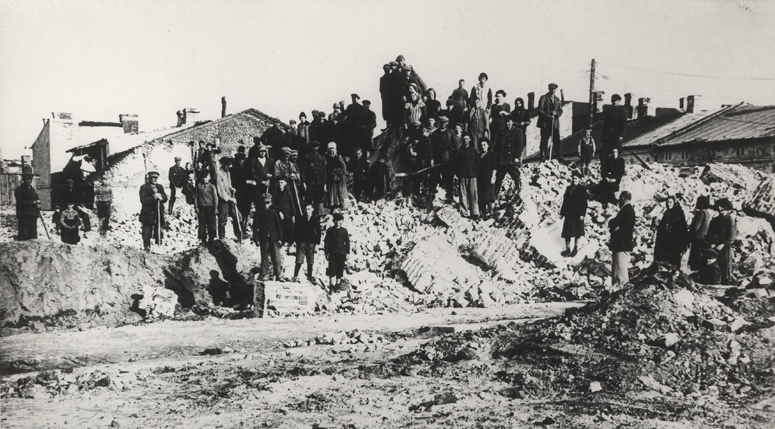
Les Juifs du ghetto forcés de déblayer les ruines de la synagogue.

En 1940, les Allemands font sauter les murs encore debout de la synagogue incendiée et obligent  les Juifs à raser les ruines  jusqu'aux fondations. Les briques de la synagogue seront utilisées pour construire une piscine extérieure dans le parc, et les gravats pour rehausser les rues actuelles Dobrska et 3 Maja.
En 1940, 11 Juifs sont assassinés par la Gestapo dans le village de Włyń situé à 4 km de Warta. Du 2 au 4 avril 1940, dans la forêt près de Pierzchnia Góra à 8 km de Warta 499 patients de l'hôpital psychiatrique de Warta dont 285 Polonais, 177 Juifs, 31 Allemands et 6 Russes, sont assassinés par les gaz d'échappement pendant leur transport dans un autobus spécial transformé en chambre à gaz, lors d'une opération ultérieurement baptisée Aktion T4.  
Pendant toute l'année 1940, les Allemands sélectionnent des groupes de Juifs qu'ils déportent vers les camps de concentration de Dachau ou d'Auschwitz. Les Juifs qui tentent de s'échapper du ghetto sont immédiatement abattus s'ils sont retrouvés. Fin 1941, un Juif est retrouvé, caché parmi les tombes du cimetière catholique. Il est abattu sur place. En février 1942, le tailleur Król Josek est retrouvé dans une grange appartenant à un Polonais rue Stodolnia. Saisi par les Allemands, il est emmené au cimetière juif où il est assassiné d'une balle dans la tête. 
De janvier 1941 à l'été 1942, une centaine de Juifs de Warta sont envoyés travailler dans des camps de travail forcé près de Poznań (Gostyń, Potarzyca, Pawłowice et autres).

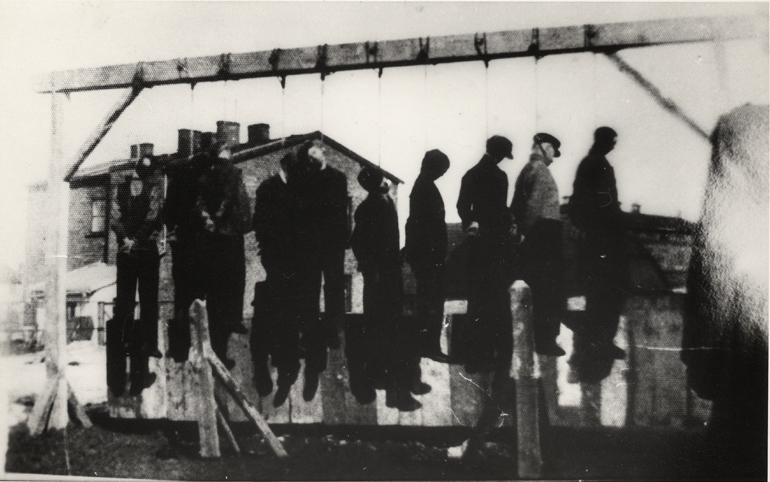
Dix Juifs dont le rabbin de Warta et son fils sont pendus en public.

Le 14 avril 1942, jour de la fête juive de Lag Ba'omer, au centre-ville, place de la synagogue, 10 des juifs les plus éminents de la ville, dont le rabbin Eliasz Laskowski, 65 ans, son fils, Hirsz Laskowski, 26 ans et le président du Judenrat Izaak Landau, sont pendus lors d'une exécution publique, déclarés coupables d'avoir organisé une expédition illégale de pain aux détenus des camps de travail. Tous les habitants du ghetto, ainsi que les Polonais, ont été contraints par les Allemands d'assister à ces assassinats. Pour augmenter la cruauté de leur acte, les Allemands obligent Hirsz Laskowski à passer lui-même la corde au cou de son père.        
Le 23 mai 1942, sur la même potence, la Gestapo pend un garçon de 17 ans qui aurait volé une miche de pain par faim et le 16 juillet 1942 à 11 heures du matin, les nazis pendent un garçon de 18 ans, Hirsz Gelbart.
Le 22 août 1942, les Allemands entament la liquidation du quartier juif de Warta. Très tôt le matin, l'ensemble du ghetto est encerclé par des unités fortement armées. Les habitants du ghetto sont brutalement chassés de leurs maisons, rassemblés dans les rues Garbarska et Piekarska, puis dirigés en colonne vers l'église de Saint-Nicolas. Un tri est alors effectué. Toute la foule est enfermée dans l'église, à l'exception de 382 artisans, jeunes et en bonne santé qui eux sont enfermés dans l'église des Pères Bernardins. Le lendemain, ils sont envoyés au ghetto de Łódź et plus tard vers des camps de concentration. Plusieurs d'entre eux vont réussir à survivre à la guerre. Quant aux personnes enfermées dans l'église Saint-Nicolas, environ 1 800 Juifs, principalement des femmes, des enfants et des personnes âgées ou malades, elles vont rester trois jours sans nourriture ni boisson. Pendant ce temps, des équipes spéciales fouillent les maisons du ghetto et trouvent 16 Juifs gravement malades qu'ils trainent devant le mur d'un bâtiment de la rue Rzeznicza (aujourd'hui Tadeusz Kościuszko), à côté de la place de l'ancienne synagogue où ils sont tous fusillés.
Le 25 aout 1942, tôt le matin, des camions se garent devant l'église de Saint-Nicolas et embarquent toutes les Juifs enfermés dans l'église. Ceux qui refusent de monter dans les camions ou qui tentent de s'échapper sont immédiatement abattus. Une femme qui s'enfuyait avec son enfant est rattrapée et enterrée vivante dans le cimetière. Les camions se dirigent alors vers le camp d'extermination de Chelmno, où immédiatement hommes, femmes, enfants, vieillards, après s'être déshabillés, sont tous conduits par un couloir étroit vers des camions à gaz où ils meurent asphyxiés par les gaz d'échappement.

### L'après-guerre
Le 20 janvier 1945, des chars soviétiques de la 33e armée, commandée par le colonel général Viatcheslav Tsvetaïev du premier front biélorusse du maréchal Gueorgui Joukov entrent à Warta et libèrent la ville de l'occupation allemande.
Après la fin de la guerre, on estime qu'entre 50 et 200 Juifs de Warta ont réussi à échapper à la Shoah. Seuls 25 d'entre eux décident de revenir dans leur ville en 1945. Mais le 13 décembre 1945 ils sont attaqués en plein jour par des milices de l'armée clandestine polonaise qui abattent deux d'entre eux, Mosze Szajnik et Meir Lajb Rozenwald, à l'angle des rues Dobrska (aujourd'hui 20 janvier) et Mały Rynek, les accusant de collaborer avec les soviétiques. À la suite de cette attaque, les Juifs restants ont immédiatement quitté la ville. Depuis 1945, il n'y a plus de Juifs à Warta. 
Seuls quelques vestiges témoignent de la présence juive avant-guerre. Le mikvé (bain rituel) rue Garncarska a été converti en maison d'habitation. À l'emplacement de la synagogue du 16e siècle et du premier cimetière, ont été construits dans les années 1960 deux blocs d'appartements. Un bureau de poste a été érigé sur le lieu d'exécution où 10 Juifs ont été pendus et une plaque commémorative a été fixée sur le mur de la poste avec l'inscription suivante: "Lieu d'exécution de 10 Juifs citoyens polonais par les nazis le 14 avril 1942 -  ZBoWiD de Warta". Le ZBoWiD ou Związek Bojowników o Wolność i Demokrację est l'Association des combattants pour la liberté et la démocratie. 
Le cimetière rue Sadowa et rue K. Deczyński date de 1800, avec sa plus ancienne pierre tombale portant le nom du défunt Abraham, qui date de 1812. Le cimetière qui couvre une superficie d'environ 1,3 ha était en 1939, clôturé à l'ouest par un muret en briques rouges, et au sud et au nord par des blocs de ciment. Jusqu'en 1986, il était complètement négligé, dévasté, jonché de détritus et sans clôture, avec des centaines de pierres tombales cassées ou volées. Il ne reste plus qu'une trentaine de pierres tombales debout dans la partie nord-ouest du cimetière.
Le cimetière est actuellement entretenu par les membres de l'Association Ireneusz Ślipek pour le dialogue judéo-polonais à Warta,.

## Évolution de la population juive
| Population juive à Warta |                               |                 |                      |
| Année                    | Population totale de la ville | Nombre de Juifs | Pourcentage de Juifs |
| 1764-1765                | -                             | 362             | -                    |
| 1793-1794                | 951                           | 389             | 40,9 %               |
| 1808                     | 1 923                         | 523             | 27,2 %-              |
| 1817                     | 2 507                         | 716             | 28,6 %               |
| 1827                     | 2 731                         | 928             | 34,0 %               |
| 1857                     | 3 224                         | 1 745           | 54,1 %               |
| 1897                     | 3 418                         | 1 772           | 51,8 %               |
| 1921                     | 4 108                         | 2 025           | 49,3 %               |
| 1er septembre 1939       | -                             | 1 500/2 000     | -                    |